# Montroty
Montroty település Franciaországban, Seine-Maritime megyében. Lakosainak száma 255 fő (2022. január 1.). Montroty Bézu-la-Forêt, Martagny, Avesnes-en-Bray, Bézancourt, Bosc-Hyons, Ernemont-la-Villette és Neuf-Marché községekkel határos.

## Népesség
A település népességének változása:
| Lakosok száma | 272  | 272  | 299  | 273  | 273  | 271  | 271  | 263  | 255  |
|               | 2013 | 2015 | 2016 | 2017 | 2018 | 2019 | 2020 | 2021 | 2022 |